# Savio Kabugo
Savio Kabugo, né le 20 janvier 1995 à Kampala,  est un footballeur professionnel ougandais qui joue actuellement pour l'AS Vita Club en Vodacom ligue 1 au Congo. Il est le cousin d'Ivan Bukenya, un footballeur professionnel ougandais qui jouait auparavant pour Kaizer Chiefs dans la Premier League sud-africaine de football. Savio Kabugo était le héros alors que l'Ouganda battait le Ghana 1-0 à Namboole lors d'un match de qualification à la CAN en novembre 2014. Son but en tête a permis de remporter une victoire bien méritée. En plus de cela, il était toujours imposant dans les batailles aériennes, dont beaucoup il a gagné. Utilisant son corps, il était un manmountain pour passer, y compris les plusieurs blocs et plaqués qu'il a gagnés. Après le match de l'Ouganda avec le Togo au stade Namboole, le défenseur Savio Kabugo a reçu un maillot de match et également une paire de bottes d'Emmanuel Adebayor dans le vestiaire des Grues après l'avoir impressionné lors d'un match. 

## Carrière en club
Savio a échangé son football dans différents clubs tels que Victoria University SC, KCCA FC, URA FC, Proline FC et joue actuellement à l'AS Vita Club . 

### Victoria University SC
Après sa bonne performance dans la Fufa Super League, la Coupe de l'Ouganda et aussi à l'Ouganda, Savio s'est mérité une chance d'être jugé à Bidvest Wits en juin 2013 En septembre 2014, alors qu'il faisait partie de l'équipe nationale, Savio Kabugo s'est blessé et son dernier match de club en 2014 a eu lieu en décembre contre Bright Stars, qu'il a pu jouer après avoir pris des analgésique. 

### KCCA FC
En janvier 2015, Savio a rejoint Kampala Capital City Authority Football Club Savio Kabugo faisait partie des joueurs du KCCA FC qui ont eu un accident en se rendant à Ntungamo avant la finale de la Coupe de l'Ouganda 2015 contre le SC Villa. 

### URA FC
Le 4 décembre 2015, Savio Kabugo a signé pour URA FC avec un contrat d'un an. Kabugo a joué six matchs complets pour les contribuables, la défaite 2-1 de l'URA contre l'Express FC en mars 2016 était son dernier match en URA FC.

### Proline football club
En août 2016, Savio Kabugo a rejoint Proline Football Club Le 18 octobre 2016, Savio Kabugo a marqué son premier but pour Proline Football club contre Sadolin peint FC au stade Kyabazinga à Bugembe. 

### AS Vita Club
En décembre 2018, Savio a rejoint l'AS Vita Club depuis SC Villa pour un contrat de trois ans. 

## Carrière en équipe nationale
Savio Kabugo a fait ses débuts en équipe nationale ougandaise le 6 février 2013 au stade Amahoro, Kigali, dans un match amical international entre l'Ouganda et le Rwanda où le match s'est soldé sous le score de 2-2. Kabugo a joué au cœur de la défense en partenariat avec Denis Iguma. On se souvient beaucoup de Savio Kabugo en raison de la tête de la neuvième minute qui a assuré une victoire cruciale 1-0 de l'Ouganda sur les Ghanéens imaginés lors de l'avant-dernière qualification de la Coupe des Nations 2015 au stade Namboole.  En janvier 2014, l'entraîneur Milutin Sredojević invité à faire partie de l'équipe ougandaise pour le Championnat d'Afrique des nations 2014,. L'équipe a terminé troisième de la phase de groupes de la compétition après avoir battu le Burkina Faso, fait match nul avec le Zimbabwe et perdu contre le Maroc,. 

### Parcours internationaux
| Non. | Date             | Lieu                                        | Adversaire | But  | Résultat | Compétition                                    |
| ---- | ---------------- | ------------------------------------------- | ---------- | ---- | -------- | ---------------------------------------------- |
| 1.   | 15 novembre 2014 | Stade national de Mandela, Kampala, Ouganda | Ghana      | 1 –0 | 1–0      | Qualification Coupe d'Afrique des Nations 2015 |

## Vie privée
Savio Kabugo a perdu ses deux parents à un âge tendre.

## Honneurs
SC Victoria University
- Vainqueur de la Coupe d'Ouganda : 2013
- Finaliste de la Super Coupe ougandaise : 2013 [15]

Individuel
- Meilleur footballeur de l'année en Ouganda : 2014 [16]